# Ерідсон
Ерідсон (порт. Eridson Mendes Umpeça, нар. 25 червня 1990, Бісау) — футболіст Гвінеї-Бісау, захисник клубу «Фреамунде».
Виступав, зокрема, за клуби «Туріженсе» та «Академіку ді Візеу», а також національну збірну Гвінеї-Бісау.

## Клубна кар'єра
Народився 25 червня 1990 року в місті Бісау. Вихованець юнацьких команд футбольних клубів «Порту» та «Ештрела».
У дорослому футболі дебютував 2009 року виступами за команду клубу «Тоуриценсе», в якій провів два сезони, взявши участь у 48 матчах чемпіонату.  Більшість часу, проведеного у складі був основним гравцем захисту команди.
В 2011 році перейшов до складу «Пасуш ді Феррейра», проте клуб особливо на нього не розраховував. Для того, щоб він мав змогу отримати ігрову практику до 2014 року відправлявся в оренду до клубів «Портімоненсі», «Белененсеш» та «Атлетіку» (Лісабон). За три роки, які Ерідсон провів у складі «Пасуш ді Феррейра», він зіграв усього 6 матчів у національному чемпіонаті, при чому усі — в першій частині сезону 2011/12 років.
У 2014 році Ерідсон перейшов клубу «Академіко Візеу», в складі якого отримав можливість виступати в основі, але грав дуже невдало. В національному чемпіонаті він зіграв понад 30 матчів, в яких відзначився лише 1 голом. Граючи у складі У складі також здебільшого виходив на поле в основному складі команди.
До складу іншого клубу з Другого дивізіону чемпіонату Португалії, «Фреамунде» приєднався 2015 року. Відтоді встиг відіграти за клуб з Фреамунде 23 матчі в національному чемпіонаті.

## Виступи за збірну
Ерідсон зіграв свою першу гру за збірну 9 лютого 2011 року в товариському матчі зі збірною Гамбії. Першим гол у футболці національної збірної відзначився 5 вересня 2015 року в грі проти Конго, встановивши на 80-ій хвилині остаточний рахунок в матчі (2:4). Наразі провів у формі головної команди країни 16 матчів, забивши 1 гол.
У складі збірної був учасником Кубка африканських націй 2017 року у Габоні.

## Досягнення
- Сегунда-Ліга
  -  Чемпіон (1): 2013